# Encykłopedija istoriji Ukrajiny
Encykłopedija Istoriji Ukrajiny (ukr. Енциклопедія історії України, ЕІУ, Encyklopedia historii Ukrainy) – 10-tomowe opracowanie w języku ukraińskim, przedstawiające społeczeństwo oraz rys historyczny Ukrainy.

## Tomy
Redkollegia – Wałerij Smolij (В. А. Смолій), naczelnik (голова) i inni; Instytut Historii Ukrainy PAN Ukrainy (ukr. Інститут історії України НАН України).
- Т. 1 : А—В. — К. : Наукова думка, 2003. — 688 s., il., 2060 art., 766 il, 48 map. — ISBN 966-00-0734-5.
- Т. 2 : Г—Д. — К. : Наукова думка, 2004. — 518 s., 1298 art., 702 il., 15 map, 3 schematy. — ISBN 966-00-0405-2.
- Т. 3 : Е—Й. — К. : Наукова думка, 2005. — 672 s., 1025 art., 855 il., 31 map. — ISBN 966-00-0610-1.
- Т. 4 : Ка—Ком. — К. : Наукова думка, 2007. — 528 s., 784 art., 810 il., 53 map. — ISBN 978-966-00-0692-8.
- Т. 5 : Кон—Кю. — К. : Наукова думка, 2009. — 560 s., 704 art., 833 il., 37 map.  — ISBN 978-966-00-0855-4.
- Т. 6 : Ла—Мі. — К. : Наукова думка, 2009. — 784 s., 1140 art., 968 il., 57 map. — ISBN 978-966-00-1028-1.
- Т. 7 : Мл—О. — К. : Наукова думка, 2010. — 728 s., 883 art., 573 il., 72 map. — ISBN 978-966-00-1061-1.
- Т. 8 : Па—Прик. — К. : Наукова думка, 2011. — 520 s., 686 art., 460 il., 44 map. — ISBN 978-966-00-1142-7.
- Т. 9 : Прил—С. — К. : Наукова думка, 2012. — 944 s., 1316 art., 906 il., 77 map. — ISBN 978-966-00-1290-5.
- Т. 10 : Т—Я. — К. : Наукова думка, 2013. — 784 s., 1109 art., 890 il., 88 map. — ISBN 978-966-00-1359-9.